# Charles-Étienne Gaucher
Pour les articles homonymes, voir Gaucher (homonymie).
Charles-Étienne Gaucher, né en 1740 à Paris, où il est mort le 18 novembre 1804, est un écrivain et graveur français.

## Biographie
Gaucher entra d’abord dans un collège où il se fit remarquer par de rapides succès. Le peu de fortune de ses parents le contraignit bientôt d’abandonner le cours de ses études, et il se livra au dessin et à la gravure, sans négliger cependant la culture des lettres. La plupart des gravures de Gaucher sont d’un fini peu commun. La principale est le portrait de la reine, épouse de Louis XV ; son estampe représentant le couronnement de Voltaire au Théâtre-Français, offre tout ce qu’on peut obtenir de plus beau en ce genre.
Ses ouvrages comme écrivain, méritent également des éloges. C’est lui qui a rédigé tous les articles concernant les graveurs en taille-douce dans le Dictionnaire des artistes de Fontenai, consacré à la mémoire des artistes célèbres, Paris, 1790. Il avait même écrit une pièce de théâtre en 5 actes, qui fut reçue au théâtre Favart, mais qui n’y a pas été jouée.
Gaucher a mis au burin des œuvres de Drouais, Bornet, Noireterre, Fragonard, Mellan, Cochin, Tilborch et Netscher. On lui doit le portrait gravé, notamment de Charles IV de Vendôme, de Cailhava de L’Estandoux, de l’amiral d’Estaing, de Jean-Charles Monnier, de Jean-François Marmontel, de Malesherbes, de l’abbé Sicard. Il était membre des académies de Londres et de Rouen, du cercle des Philadelphes, de la société philotechnique et de celle des sciences, lettres et arts de Paris.

## Œuvres
- Portrait de Manon Roland
- Portrait de P.L. Gerard, gravure d'après Joseph Jauffret
- Portrait de Pieter 't Hoen, gravure (1791)
- Portrait de J. A. Poncet de La Rivière Comtesse de Carcado, gravure d'après Marianne Loir
- Le Rappel de Monsieur Necker, vers 1795, Collection Musée national des beaux-arts du Québec[2]

## Publications
- Essai sur la gravure.
- Traité d’anatomie à l’usage des artistes.
- L’origine et la suppression des cloches.
- Voyage au Havre.
- Observations sur le costume français.
- L’Amour maternel, pièce de théâtre en 5 actes.
- Sconologie, ou : traité complet des allégories et emblèmes, 4 vol. in-8°.
- Chansons nouvelles de M. de Piis, gravures d'après Le Barbier.